# Hartmut von Sass

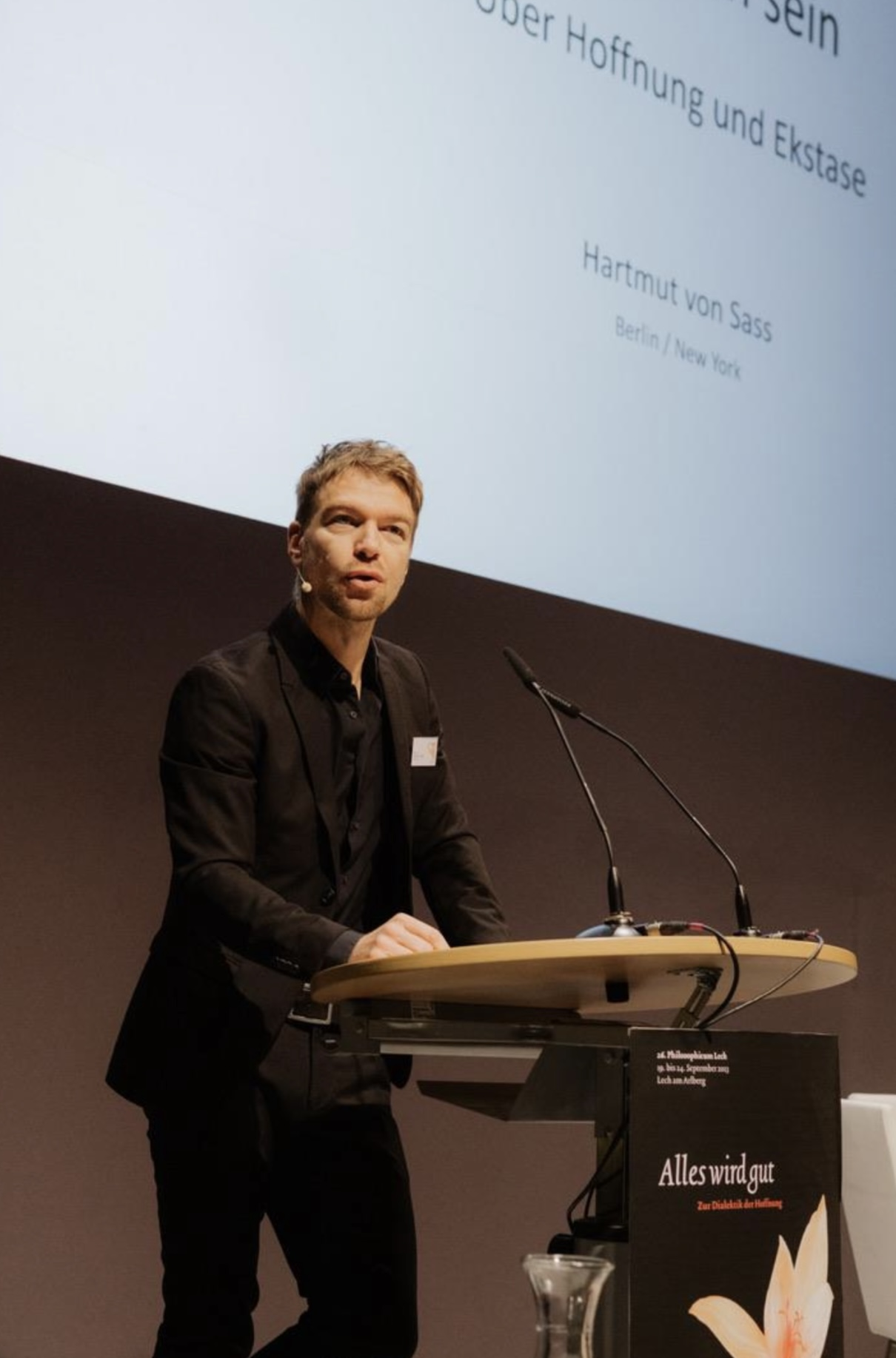
Fotografie Hartmut von Sass

Hartmut von Sass (* 28. Januar 1980 in Rostock) ist evangelischer Theologe und Religionsphilosoph sowie Professor für Systematische Theologie mit den Schwerpunkten Dogmatik und Religionsphilosophie an der Universität Hamburg.

## Leben
Nach dem Doppelstudium der Evangelischen Theologie und Philosophie in Göttingen, Edinburgh und Berlin wurde Hartmut von Sass Assistent an der Theologischen Fakultät der Universität Zürich. Dort wurde er 2009 promoviert und habilitierte sich 2012. Anschließend war er stellvertretender Direktor des Collegium Helveticum, eines interdisziplinären Forschungsinstituts, in Zürich. Von 2019 bis 2025 war er Titularprofessor und Inhaber einer Heisenberg-Stelle an der Humboldt-Universität zu Berlin.
Längere Forschungsaufenthalte führten ihn ins Ausland nach Claremont (CGU, 2009), Oxford (Trinity College, 2012), Pasadena (Fuller, 2014), Berkeley (UC, 2018) und als Lynen-Fellow nach New York (New School for Social Research, 2022–2024). Seit 2025 ist er Inhaber der Professur (W3) für Systematische Theologie mit den Schwerpunkten Dogmatik und Religionsphilosophie an der Universität Hamburg.

## Forschung
Seine Forschungsinteressen gelten vor allem folgenden Themen: Theologien der Emotionen und Gefühle, Glaube und Ontologie, dialektische und hermeneutische Theologie, Atheismus als Element des Glaubens, Religionsdiagnostik und Säkularisierung, Theologien des Gebets und der Hoffnung, radikale Eschatologie und der normative Status der Zukunft, Phänomenologie religiöser Sprache sowie einigen Themen der Ethik wie etwa Theorien des Pazifismus.
Von Sass ist zugleich an einer öffentlich sichtbaren Theologie und Religionsphilosophie interessiert und veröffentlicht auch im Merkur, bei Geschichte der Gegenwart, bei Zeit.online und trat in zahlreichen Formaten auf wie der Sternstunde Philosophie.

## Schriften (Auswahl)
- Sprachspiele des Glaubens. Eine Studie zur kontemplativen Religionsphilosophie von Dewi Z. Phillips mit ständiger Rücksicht auf Ludwig Wittgenstein. Tübingen 2010, ISBN 978-3-16-150460-0.
- Gott als Ereignis des Seins. Versuch einer hermeneutischen Onto-Theologie. Tübingen 2013, ISBN 3-16-152751-8.
- A Philosophy of Comparisons. Theory, Practice and the Limits of Ethics. New York / London 2021, ISBN 978-1-350-18551-7.
- Atheistisch glauben. Ein theologischer Essay. Berlin 2022, 4. Auflage 2024, ISBN 978-3-7518-0541-4.
- Außer sich sein. Hoffnung und ein neues Format der Theologie. Tübingen 2023, ISBN 978-3-16-162767-5.